# Véspera de ano-novo
A véspera de Ano-novo, também chamada de réveillon (em francês pronuncia-se [ʁevɛjɔ̃]), termo da língua francesa que significa "reanimar", "despertar", virada de ano, ou passagem de ano refere-se ao dia 31 de dezembro, precedente ao Dia de Ano Novo nos países que seguem o calendário gregoriano.
Na cultura ocidental, faz-se uma ceia no dia da véspera para se aguardar o ano que chega e, à meia-noite da passagem de 31 de dezembro para 1 de janeiro, faz-se uma queima de fogos de artifício.
Segundo o folclore português, esta celebração está ligada a uma lenda popular que deu o nome de Noite de São Silvestre a esta noite.
Kiritimati (ou ilha Christmas), pertencente a Kiribati, é o primeiro a comemorar a chegada do ano-novo devido ao fuso horário de 14 horas à frente da hora universal, enquanto Niue e Samoa Americana são considerados os últimos locais habitados a despedirem-se do ano anterior, pois encontram-se onze horas atrasados em relação à hora universal (UTC) .

## Etimologia
Na França do século XVII, o termo réveillon designava festas da nobreza que duravam a noite toda. Essa palavra tem origem no termo réveiller, ou seja, "acordar", "deixar de dormir", que por sua vez vem do verbo latino velare, "fazer vigília", de vigilare, "velar, cuidar, não dormir". Na cultura francesa atual, réveillon é o nome da festa noturna no dia antes do Natal e no dia antes do ano-novo. Nesse país, o termo é usado mais comumente no Natal, mas também é usado no ano-novo como Réveillon de la Saint-Sylvestre, pois o dia 31 de dezembro é o dia de São Silvestre. No Brasil e em Portugal, o termo se popularizou para se referir à festa de ano-novo.

## Celebração ao redor do mundo
A passagem do ano-novo é, hoje, celebrada por todo o mundo. Normalmente, ela envolve queima de fogos de artifício em festas públicas, reuniões familiares ou com amigos, jantares ou ceias festivas e diferentes tipos de promessas, simpatias e costumes, como: comer grãos, sementes de romã, verdura, carne de porco, peixe, macarrão ou uva; usar lingerie de uma determinada cor; beber vinho espumante ou sidra, etc.

### Brasil

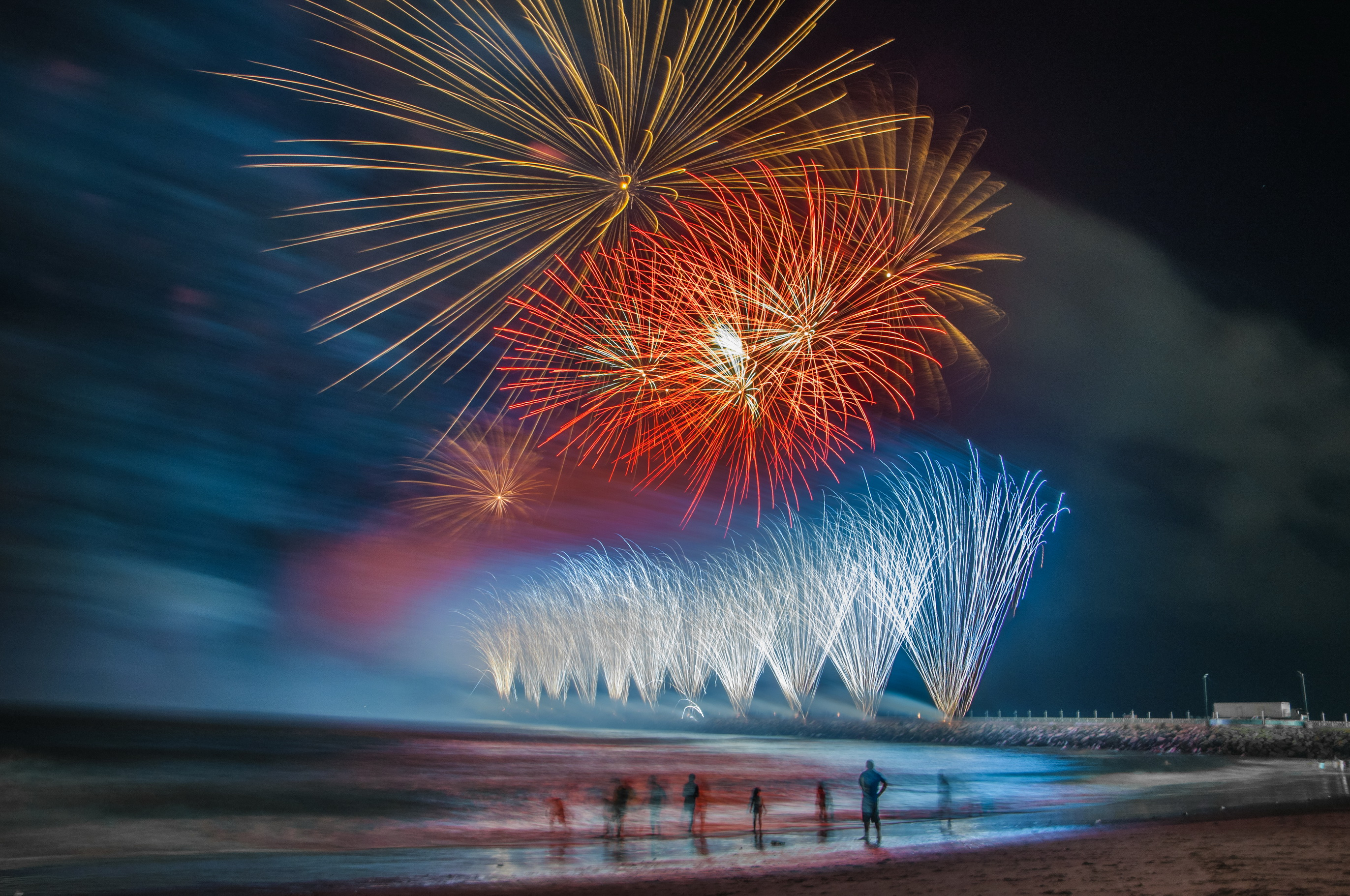
Comemorações na Praia de Iracema, em Fortaleza.

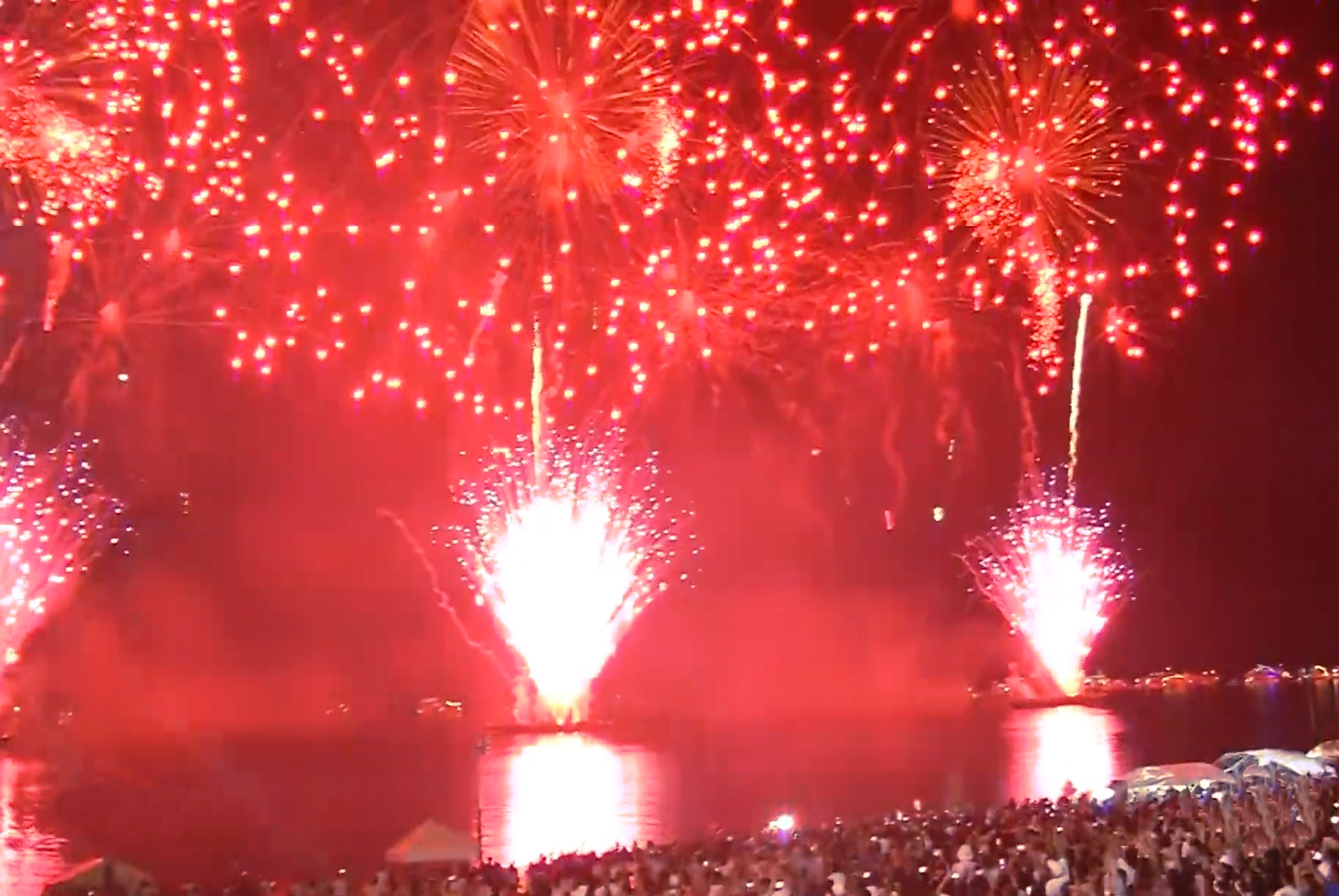
Fogos de artifício na Praia da Ponta Negra, em Manaus.

Nas praias do Brasil, pessoas costumam celebrar a chegada do ano-novo trajadas de branco e fazendo oferendas a Iemanjá.
- No Rio de Janeiro, há queima de fogos e shows musicais ao longo de toda a orla marítima da cidade. A principal concentração, entretanto, ocorre na Praia de Copacabana. Na virada de 2011 para 2012, a queima de fogos em Copacabana durou 16 minutos e contou com cerca de 2 milhões de espectadores.[11] Ainda na mesma festa, a cidade do Rio recebeu, do World Travel Guide, o prêmio de maior festa de réveillon do mundo.[12]
- Em São Paulo, a Avenida Paulista concentra a queima de fogos e as apresentações musicais. Em 31 de dezembro de 2008, a festa reuniu 2,4 milhões pessoas, incluindo mais de 100 mil turistas.[13][14][15] Mais cedo, durante a manhã do dia 31, a cidade sedia anualmente a Corrida de São Silvestre, com um percurso de 15 quilômetros contornando o Centro da cidade.
- Em Fortaleza, a principal queima de fogos acontece no aterro da Praia de Iracema. De 2009 para 2010, foram registrados 1 100 000 espectadores na festa.[16] Fortalezenses e turistas escolheram o aterro da Praia de Iracema para iniciar 2017.[17]
- Em Manaus, a queima de fogos acontece em vários pontos da cidade, com destaque à Praia da Ponta Negra, que apresenta um show pirotécnico de 10 minutos.[18] Em 31 de dezembro de 2012, a celebração reuniu cerca de 300 mil pessoas na orla da cidade.[19] É o maior réveillon da Região Norte do Brasil.[20]
- Em Balneário Camboriú, a principal queima de fogos é feita na orla central da praia (no centro da cidade).
- Em Recife, a queima de fogos ocorre por toda a área litorânea da região metropolitana, nas praias de Boa Viagem, Pina etc.[21]
- Em Salvador, na sexta-feira anterior à passagem do ano, as pessoas costumam pedir proteção na Igreja Nosso Senhor do Bonfim para o ano que se iniciará.[5] No noite de 31 de dezembro, a principal queima de fogos e os shows ocorrem na Praça Cayru, em uma estrutura montada na baía de Todos-os-Santos, perto de ícones turísticos como o Elevador Lacerda e Mercado Modelo, na Cidade Baixa, e em vários outros pontos isolados ao redor da capital. Antigamente, a queima ocorria na praia do Farol da Barra. A mudança de endereço, no início, gerou críticas e estranheza, mas depois foi bem-recebida pelos moradores e turistas.[carece de fontes?] Atualmente, é realizado na orla do bairro da Boca do Rio.
- Em Belo Horizonte, a principal festa pirotécnica acontece na Lagoa da Pampulha, realizada pela TV Alterosa. É a maior queima de fogos embarcada em lagoa do Brasil e, eventualmente, tem participações de bandas e shows musicais.[22]

### Portugal

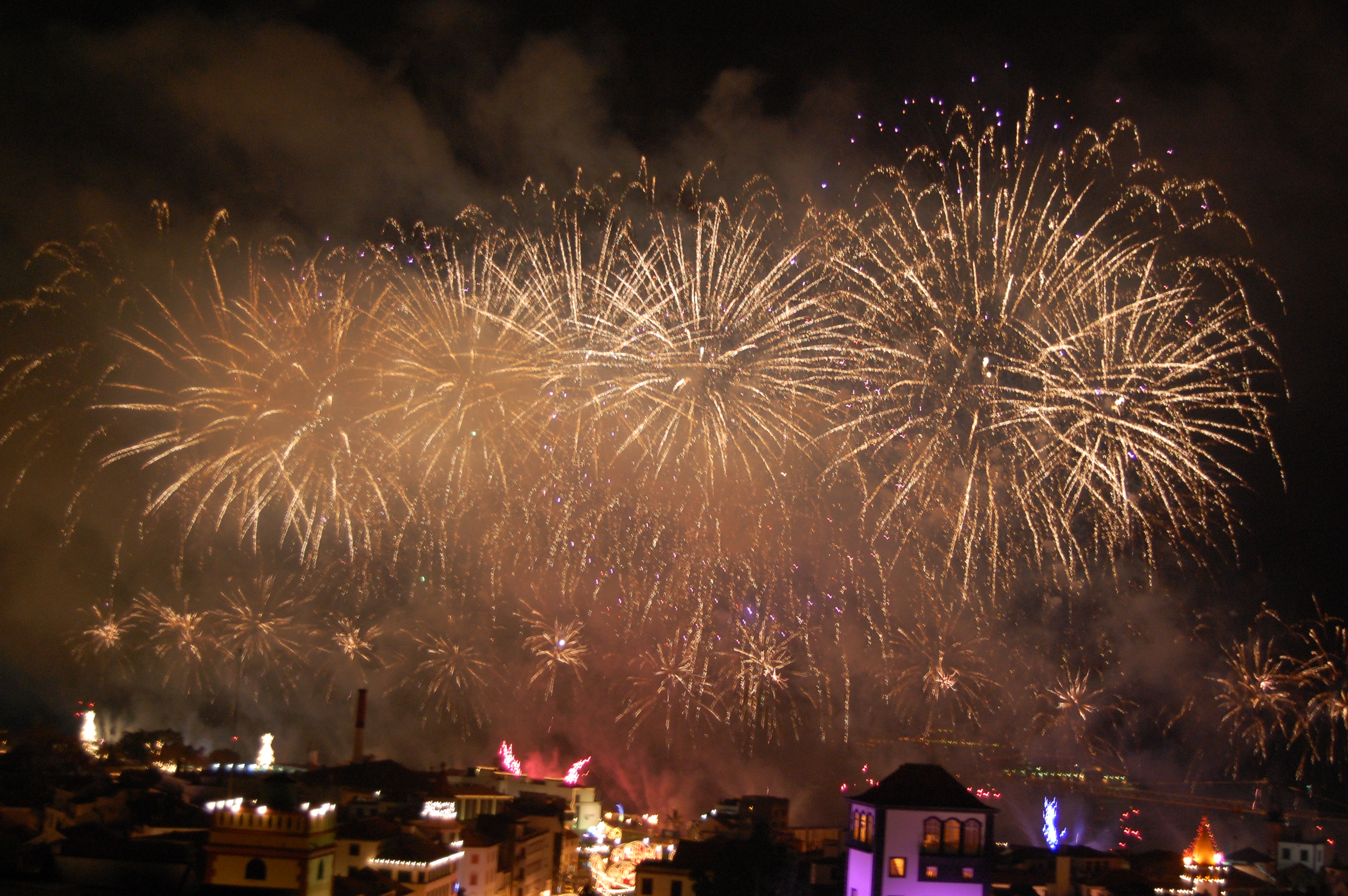
Fogos de artifício em Funchal, na Região Autónoma da Madeira, em Portugal.

- No Porto, a celebração mais famosa é a da Avenida dos Aliados, em que toda a gente espera o novo ano, atentos no relógio da torre da Câmara Municipal do Porto, memorável pelo seu fogo de artifício cruzando os edifícios, e pelos concertos populares.
- Em Lisboa, a passagem de Ano é comemorada a partir do Terreiro do Paço, com contagem decrescente para o novo ano no relógio do Arco da Rua Augusta.[23] Tanto a cidade de Almada como Lisboa partilham o fogo de artifício do Rio Tejo.[24]
- Na Região Autónoma da Madeira, onde o fim de ano é provavelmente o dia mais festivo durante o ano, o réveillon se concentra na principal cidade, Funchal, estando o espectáculo de fogo de artifício citado no livro Guinness World Records como o "maior espectáculo pirotécnico do mundo". Esse espectáculo ganha especial interesse pois o Funchal é uma cidade em anfiteatro, onde as pessoas espalham-se numa área com mais de dezessete quilômetros e com mais de seiscentos metros de altitude. A cidade recebe, ainda, na orla marítima, dezenas de navios de cruzeiro, o que aumenta o ambiente de festa. Durante cinco dias, a ilha recebe mais de 50 000 turistas, que aproveitam para, mesmo em dezembro, banharem-se nas águas temperadas do arquipélago e apanharem algum sol. À noite, ainda há tempo para vislumbrar as inúmeras decorações de cambiantes luzinhas que se espalham por quase todas as ruas da cidade.
- Em Setúbal, a passagem de Ano é comemorada com um fogo de artifício no rio Sado.[25]
- Em Coimbra, a passagem de Ano é comemorada na Baixa da Cidade, em que toda a gente espera o novo ano, a partir do relógio da torre da Universidade de Coimbra, o que culmina com o fogo de artifício no Rio Mondego e com concertos populares.
- Também a região do Algarve celebra, com fogo de artifício em vários municípios (nas zonas junto à praia) e concertos de grupos musicais muito diversos. Cada município organiza a sua festa de Fim de Ano e o Algarve costuma ser, a seguir ao Porto e a Lisboa, a região que atrai mais pessoas por esta altura.

### Outros países

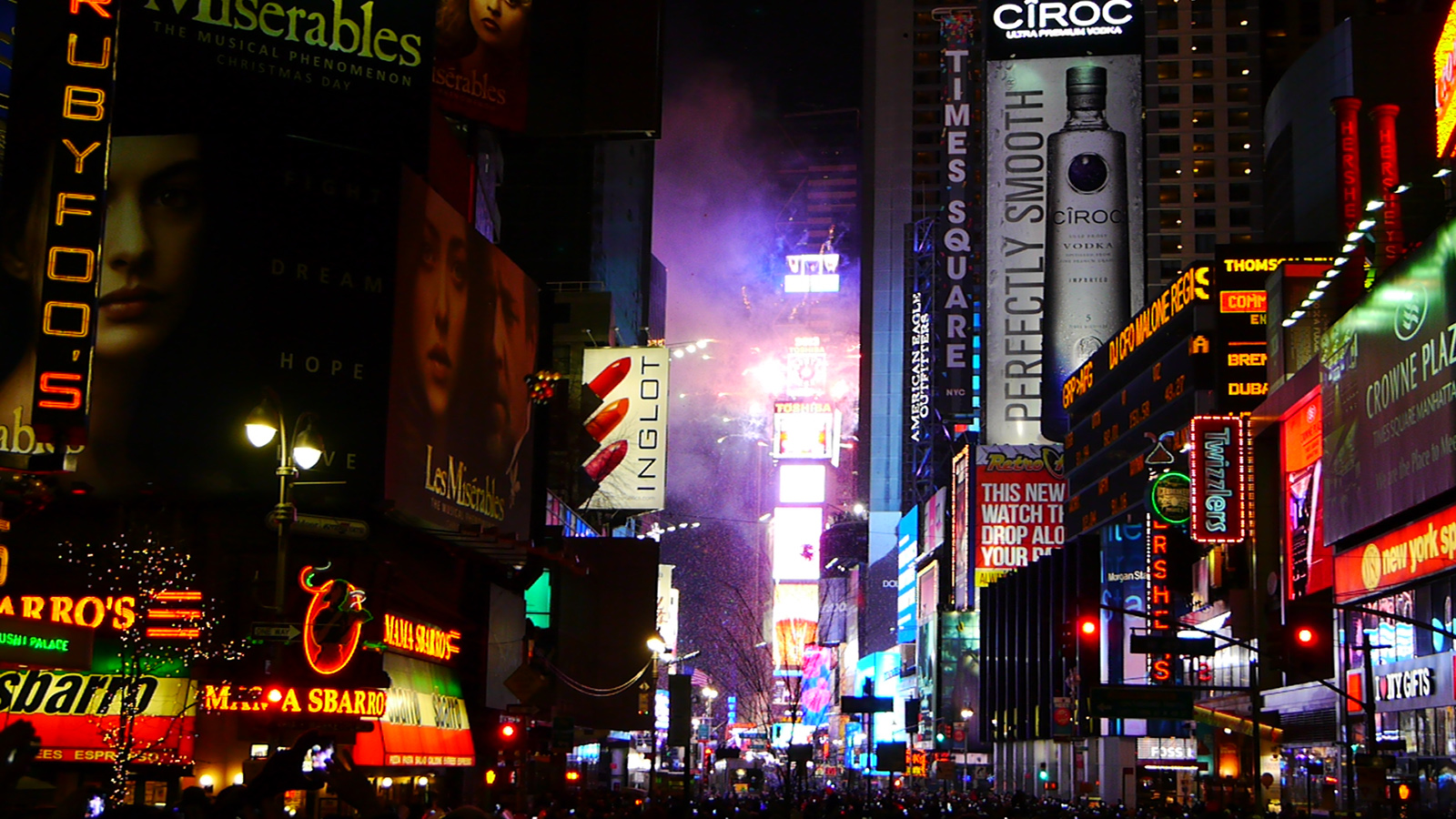
A queda da Bola da Times Square em Nova York, nos Estados Unidos.

- Em Nova Iorque, nos Estados Unidos, a celebração mais famosa de ano-novo é a de Times Square, onde uma bola gigante começa a descer às 23 horas e 59 minutos até atingir o prédio em que está instalada, marcando exatamente zero hora (00h00min00s).
- Na Escócia, há muitos costumes especiais associados ao ano-novo, como a tradição de ser a primeira pessoa a pisar a propriedade do vizinho, conhecida como first-footing ("primeira pisada"). São, também, dados presentes simbólicos para desejar boa sorte, incluindo biscoitos. Lá, o ano-novo é chamado de hogmanay.
- Na Espanha, exatamente à meia-noite, as pessoas comem doze uvas e fazem um pedido a cada badalada do relógio da Porta do Sol, em Madrid. Existe uma canção do grupo espanhol Mecano que fala deste acontecimento: se chama Un Año Más.[26]
- No Japão, se faz uma limpeza minuciosa da casa no dia 31 de dezembro para começar o novo ano a partir do zero. A festa da passagem do ano se caracteriza pelo consumo de moti.[5] De noite a NHK realiza os especiais Kōhaku Uta Gassen e Yūku Toshi, Kūru Toshi. A Tokyo Disney Resort realiza em dois parques (Tokyo Disneyland e Tokyo DisneySea), as paradas com a contagem regressiva para o novo ano e queima de fogos de artifício.
- Na Austrália, é tradicional a queima de fogos na ponte da Baía de Sydney.[27]